# 名山街道 (丰都县)
名山街道是中国重庆市丰都县下辖的一个街道办事处，位于丰都中心长江北岸。原为名山镇，于2009年12月撤镇设街道。名山街道幅员面积63.6平方千米。

## 行政区划
名山街道辖6个社区、14个村。
- 社区：东作门居委会、双桂街居委会、花园街居委会、连新路居委会、鹿鸣寺居委会
- 村：何家坪村、两汇口村、白沙沱村、新堤场村、大梨树村、古家店村、杜家坝村、关石滩村、鹞子岩村、斯山沟村、张家沟村、朗溪村、黄家坪村、赤溪村。